# Purlie
Purlie és un musical amb un llibre d'Ossie Davis, Philip Rose i Peter Udell, lletra d'Udell i música de Gary Geld. Es basa en la peça de Davis, de 1961, Purlie Victorious, que es va convertir en la pel·lícula de 1963 Gone Are the Days! i que va incloure molts dels repartiments originaris de Broadway, inclosos Davis, Ruby Dee, Alan Alda, Beah Richards, Godfrey Cambridge i Sorrell Booke.

## Argument
Purlie s'estableix en una època en què les lleis de Jim Crow encara eren vigents als estats del sud. El seu enfocament se centra en la dinàmica del predicador itinerant Purlie Victorious Judson, que torna a la seva petita ciutat de Geòrgia amb l'esperança de salvar Big Bethel, l'església de la comunitat i emancipar els recol·lectors de cotó que treballen a la plantació opressiva d'Ol 'Cap'n Cotchipee. Amb l'ajut de Lutiebelle Gussie Mae Jenkins, Purlie confia en retirar a Cotchipee una herència deguda al seu cosí perdut i utilitzar els diners per assolir els seus objectius. També hi participen els plans de Purlie, el fill de Cotchipee, Charlie, que finalment resulta molt més sensat que el seu pare tipus Simon Legree i que salva l'església de la destrucció amb un acte de desafiament que té conseqüències nefastes per al tirànic Cap'n.

## Números musicals

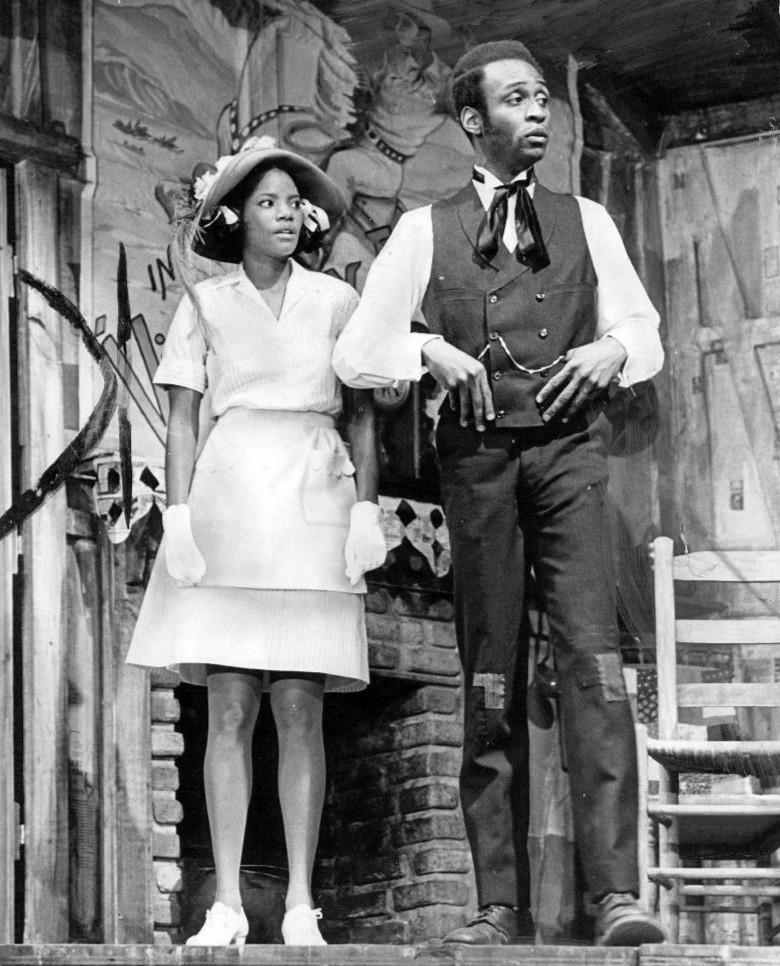
Melba Moore i Cleavon Little a la producció original de Broadway (1970)